# Michael Tönnies
Michael Tönnies (Essen, 12 dicembre 1959 – Essen, 26 gennaio 2017) è stato un calciatore tedesco, di ruolo attaccante.

## Palmarès

### Individuale
- Capocannoniere della Zweite Bundesliga: 1

Duisburg: 1990-1991 (29 reti)